# On Every Street
Az On Every Street az angol Dire Straits zenekar 1991-es, utolsó stúdióalbuma. Nem volt olyan sikeres, mint az előző Brothers in Arms, de még így is 8 millió példányban kelt el világszerte. Angliában első lett az albumlistán, Amerikában a 12. helyet érte el. Az összes dalát Mark Knopfler szerezte, jó részüket a Notting Hillbillies számára (When it comes to you, a kiadatlan I think I love you too much, How long, My parties, Ticket to heaven)

## Az album dalai
1. Calling Elvis – 6:26
2. On Every Street – 5:04
3. When It Comes to You – 5:01
4. Fade to Black – 3:50
5. The Bug – 4:16
6. You and Your Friend – 5:59
7. Heavy Fuel – 5:10
8. Iron Hand – 3:09
9. Ticket to Heaven – 4:25
10. My Parties – 5:33
11. Planet of New Orleans – 7:48
12. How Long – 3:49

## Kislemezek
- 1991 Calling Elvis #21 UK
- 1991 Heavy Fuel #55 UK
- 1992 On Every Street #67 UK
- 1992 The Bug #42 UK